# محمد سويعد
محمد سويعد (من مواليد 30 ديسمبر 1991) هو لاعب كرة قدم موريتاني محترف يلعب كلاعب وسط لنادي الحدود العراقي.

## المهنة الدولية

### الأهداف الدولية
| رقم | تاريخ         | مكان                     | الخصم | نتيجة | نتيجة | مسابقة         |
| --- | ------------- | ------------------------ | ----- | ----- | ----- | -------------- |
| 1   | 6 ديسمبر 2021 | ملعب الجنوب، الوكرة، قطر | سوريا | 1–0   | 2-1   | كأس العرب 2021 |